# Суперкубок Південної Кореї з футболу 1999
Суперкубок Південної Кореї з футболу 1999 — 1-й розіграш турніру. Матч відбувся 20 березня 1999 року між чемпіоном Південної Кореї клубом Сувон Самсунг Блювінгз та володарем кубка Південної Кореї клубом Анян LG Чітас.
| Володар Суперкубка Південної Кореї 1999 |
| --------------------------------------- |
|                                         |
| Сувон Самсунг Блювінгз Перший титул     |

## Матч

### Деталі
| 20 березня 1999 |

| Сувон Самсунг Блювінгз                                      | 5:1 | Анян LG Чітас    |
| ----------------------------------------------------------- | --- | ---------------- |
| Парахневич 11' Дракулич 24', 87', 90' Сін Хон Ґі 76' (пен.) |     | Пек Хйон Чин 45' |

| Стадіон Чемпіонату світу, Сувон Глядачів: 15 077 |